# Кот морской (герб)
Кот морской (лат. Cattus Marinus, пол. Kot) — польский дворянский герб.

## Описание герба
В красном поле кот белого или серого цвета с золотой повязкой на животе. Он представляется сидящим на задних лапах с поджатым хвостом. На шлеме три страусовых пера. Это древний герб, о начале которого не сохранилось достоверных сведений.
Некоторые польские исследователи предполагают, что под «морским котом» изначально имелась в виду маленькая обезьянка.
В отличие от многих других гербов Городельской унии оставался сравнительно редким. Им пользовались дворянские роды Войснары и Корзуны, а также несколько других родов. 

## Герб используют
- Войснары (Wojsnar, Wojsznar, Wajsznor)
- Корзуны (Korzun)
- Коты (Kot)
- Котельники (Kotelnicki)
- Kotłubaj
- Сваржинские (Swarczyński)
- Сварожинские (Swarożyński)
- Волколевичи (Вилколевичи, Вилколовичи, Вирколовичи; Wołkolewicz, Wilkolewicz, Wiłkolowicz, Wirkolowicz)
- Wojszwiłło